# Huai'an
För andra betydelser, se Huai'an (olika betydelser).
Huai'an, tidigare kallad Huaiyin, är en stad på prefekturnivå i Jiangsu-provinsen i östra Kina. Den ligger omkring 140 kilometer norr om provinshuvudstaden Nanjing.

## Historia
Stadens gamla namn Huaiyin syftar på dess läge söder om Huaifloden, som är en viktig transportled i regionen. 2000 bytte Huai'an till sitt nuvarande namn.
Orten har en lång historia och många historiska personer kommer härifrån, bland annat författaren Wu Cheng'en och statsmannen Zhou Enlai.

## Administrativ indelning
Själva staden Huai'an består av två stadsdistrikt och två förortsdistrikt. Eftersom orten har status som stad på prefekturnivå består mer än hälften av dess yta av landsbygd, som indelas i fyra härad. På lägre nivåer indelas Huai'an i 127 orter på sockennivå, inklusive 84 köpingar, 33 socknar och 10 underdistrikt. Den totala ytan är något större än Härjedalen.  
| Karta                                                                            | Indelning       | Kinesiska | Pinyin        | Befolkning 2010 | Yta (km2) | Täthet   |
| Qinghe Qingpu Huaiyin Huai'an Jinhu härad Xuyi härad Hongze härad Lianshui härad |                 |           |               |                 |           |          |
| -------------------------------------------------------------------------------- | --------------- | --------- | ------------- | --------------- | --------- | -------- |
| Qinghe Qingpu Huaiyin Huai'an Jinhu härad Xuyi härad Hongze härad Lianshui härad | Stadsdistrikt   |           |               |                 |           |          |
| Qinghe Qingpu Huaiyin Huai'an Jinhu härad Xuyi härad Hongze härad Lianshui härad | Qinghe          | 清河区    | Qīnghé qū     | 529 956         | 130,18    | 4070,86  |
| Qinghe Qingpu Huaiyin Huai'an Jinhu härad Xuyi härad Hongze härad Lianshui härad | Qingpu          | 清浦区    | Qīngpú qū     | 330 229         | 294,90    | 1 119,81 |
| Qinghe Qingpu Huaiyin Huai'an Jinhu härad Xuyi härad Hongze härad Lianshui härad | Förortsdistrikt |           |               |                 |           |          |
| Qinghe Qingpu Huaiyin Huai'an Jinhu härad Xuyi härad Hongze härad Lianshui härad | Huaiyin         | 淮阴区    | Huáiyīn qū    | 788 634         | 1 309,99  | 602,01   |
| Qinghe Qingpu Huaiyin Huai'an Jinhu härad Xuyi härad Hongze härad Lianshui härad | Huai'an         | 淮安区    | Huáiān qū     | 984 601         | 1 467,57  | 670,90   |
| Qinghe Qingpu Huaiyin Huai'an Jinhu härad Xuyi härad Hongze härad Lianshui härad | Härad           |           |               |                 |           |          |
| Qinghe Qingpu Huaiyin Huai'an Jinhu härad Xuyi härad Hongze härad Lianshui härad | Jinhu           | 金湖县    | Jīnhú xiàn    | 321 283         | 1 327,43  | 242,03   |
| Qinghe Qingpu Huaiyin Huai'an Jinhu härad Xuyi härad Hongze härad Lianshui härad | Xuyi            | 盱眙县    | Xūyí xiàn     | 658 830         | 2 450,74  | 268,83   |
| Qinghe Qingpu Huaiyin Huai'an Jinhu härad Xuyi härad Hongze härad Lianshui härad | Hongze          | 洪泽县    | Hóngzé xiàn   | 326 365         | 1 291,69  | 252,67   |
| Qinghe Qingpu Huaiyin Huai'an Jinhu härad Xuyi härad Hongze härad Lianshui härad | Lianshui        | 涟水县    | Liánshuǐ xiàn | 859 991         | 1 677,47  | 512,67   |
| Qinghe Qingpu Huaiyin Huai'an Jinhu härad Xuyi härad Hongze härad Lianshui härad | Totalt          | Totalt    | Totalt        | 4 799 889       | 9 949,97  | 482,40   |

## Klimat
Genomsnittlig årsnederbörd är 1 165 millimeter. Den regnigaste månaden är juli, med i genomsnitt 253 mm nederbörd, och den torraste är januari, med 20 mm nederbörd.